# Елта Телевизија
Елта ТВ је телевизијска станица са сједиштем у Бањој Луци, Републици Српској и БиХ, настала 12. маја 2010. године. Просторије телевизије се налазе у улици Мајора Драгана Бајаловића у бањалучком насељу Лазарево. На годишњицу отварања 12. маја 2011. почела је да емитује програм у ХД формату. Емитовање се врши у кабловском систему предузећа ЕЛТА - КАБЕЛ.

## Програмска шема
У програмској шеми заступљени су филмови, образовни програми, путописи, серије, путописни филмови и доста музичког садржаја. Ова телевизија има и други канал на којем се емитује домаћи и страни музички садржај различитог жанра али без примјеса новокомпонованих турб фолк звукова. 

Најпознатије емисији у тв програму:
- Кафа у 5 - сваки радни дан од 17:00 часова емисија о актуелним догађајима широм Републике Српске.[2]
- У сред сриједе - сваке сриједе од 20:00 часова, са гостом, о различитим друштвеним темама.[3]
- Бањалучка хроника - уторком у 20:00 часова, о Бањој Луци и Бањалучанима.[4]
- Под истрагом - сваки други четвртак од 20:00 часова, о проблемима обичног човјека.[5]

### Звијезда матурске вечери
Емисија која у дијелу године када се дешавају матуре у Граду прати матуранте те пружа могућност гледаоцима да бирају звијезду матурске вечери. Финалисте имисије и побједници добијају вриједне награде.

## Дописништва
Ова телевизија има дописништва у већим градовима и општинама Републике Српске и то у: Источном Сарајеву, Требињу, Теслићу, Зворнику, Приједору и Добоју.